# Эра Альтрона
«Эра Альтрона» (англ. Age of Ultron, сокращённо AU) — ограниченная серия комиксов из десяти выпусков, созданная сценаристом Брайаном Майклом Бендисом и художником Брайаном Хитчем для Marvel Comics. Серия является кроссовером, повествующим о столкновении Альтрона с множеством супергероев и суперзлодеев мультивселенной Marvel Comics.
Серия публиковалась в период с марта по июнь 2013. Главным сценаристом стал Брайан Майкл Бендис, художником первых пяти выпусков был Брайан Хитч, художником выпусков с шестого по восьмой был Брэндон Петерсон. Также художниками выступили Карлос Пачеко и Джо Кесада, последний нарисовал последний, десятый выпуск.
В Marvel заявляли, что все рисунки для комиксов были закончены до начала публикации, гарантируя то, что они уложатся во все сроки.
Действие комикса происходит в разных измерениях: альтернативная Земля-616, где Альтрон почти уничтожил человечество, вселенная, где Моргана ле Фей захватила половину мира, и вселенная Ultimate Marvel.

## История создания
В середине ноября 2012 года Marvel Comics выпустила зашифрованный тизер серии — название «Age of Ultron», написанное в двоичном коде. Три дня спустя кроссовер был официально анонсирован, хотя с момента неофициального анонса прошёл уже год. Анжела из комиксов Нила Геймана впервые появилась во вселенной Marvel в последнем выпуске серии Age of Ultron, но какие-либо подробности истории её появления там оставались нераскрытыми.
Один выпуск Age of Ultron #10 A.I. был создан сценаристом Марком Уэйдом и художником Андрэ Лима Араужо. Он повествует о последствиях событий, описанных в основной серии, для Хэнка Пима. После завершения Age of Ultron, в июле 2013 года, начнёт выпускаться новая серия комиксов под названием Avengers A.I. за авторством Сэма Хамфри и Андрэ Лима Араужо. Кроме того, анонсировали серию Age of Ultron #10 U.C., которую затем выпустили под названием The Hunger, дополнившую историю «Эры Альтрона» и рассказывающую о событиях, которые впоследствии изменят статус-кво вселенной Marvel.

## Сюжет
Мир в руинах. Нью-Йорк и Сан-Франциско почти разрушены. Погибло бессчётное количество людей. Ответственен за это Альтрон. Он захватил мир. Тор, Халк, Циклоп и многие другие супергерои убиты, включая также Рида Ричардса, Джонни Шторма, Бена Гримма. Повержены не только герои, но и злодеи — Альтрон убил даже Виктора фон Дума.
Выжившие супергерои пытаются сопротивляться Альтрону. План, составленный Человеком-пауком и Капитаном Америка — втереться в доверие к Альтрону, продав ему одного из супергероев в обмен на пощаду — проваливается. Женщина-Халк погибает. Люк Кейдж узнаёт, что Альтрон управляет вторжением из будущего. В Нью-Йорке наместником Альтрона служит Вижен.
Решив, что оставаться в Нью-Йорке небезопасно, супергерои отправляются в Дикую землю, территорию Антарктиды под управлением мутантов. Туда же отправились и другие супергерои из Чикаго и Сан-Франциско. Чёрная вдова узнаёт, что там находится бункер Ника Фьюри, в котором будет находиться что-то, что поможет в случае конца света.
Обнаружив в бункере Ника Фьюри, супергерои выясняют его план по свержению Альтрона. Фьюри намерен переместиться в будущее с группой супергероев, чтобы уничтожить Альтрона в его логове. Росомаха с этим планом не соглашается. Он предлагает отправиться в прошлое и убить Хэнка Пима до того, как тот создаст Альтрона. Большая часть супергероев отвергает его план. Фьюри, Капитан Америка, Железный человек, Ртуть, Чёрная вдова, Гроза, Красный Халк и Дрожь отправляются в будущее, а Росомаха, проигнорировав приказ Фьюри остаться в настоящем и защищать бункер, отправляется в прошлое вместе с Сью Шторм.
В будущем группа Фьюри обнаруживает, что всё восточное побережье США превратилось в один большой город роботов, где больше не живут люди. Тут на них нападает армия дронов Альтрона. Они терпят поражение. Все герои убиты.
В прошлом Росомаха и Сью Шторм отправляются в Нью-Йорк и убивают Хэнка Пима. Возвратившись в настоящее, они выясняют, что оно серьёзно изменилось. Половиной мира фактически управляет Тони Старк — изуродованный, лишённый половины тела и не снимающий свой костюм. Другая половина мира захвачена Морганой ле Фей. Америку защищает команда Защитников, состоящая из одноглазого Стива Роджерса, называющего себя Полковником Америка, Доктора Стрэнджа, Осы в костюме Капитана Марвела, Звёздного Лорда, Халка, Скотта Саммерса с кибернетической рукой, называющего себя Кабелем, Росомахи и Бена Гримма. Защитники нападают на Росомаху и Сью, приняв их за скруллов. Они побеждают, и на свой авианосец их забирает Тони Старк. Он анализирует их воспоминания и понимает, что они подлинны. Старк допрашивает Росомаху и спрашивает почему вместо того, чтоб убить Хэнка Пима, они не предложили ему создать вирус для обезвреживания Альтрона. Он предложил идею компьютерного вируса с временно́й активацией. В таком случае, Хэнк Пим бы создал Альтрона; Альтрон, как и было раньше, стал бы враждебен к органической жизни, сражался бы с Мстителями, и временной континуум остался бы намного целее. Только когда Альтрон стал бы готов уничтожить всю органическую жизнь, вирус бы активировался и Альтрон был бы уничтожен.
Но пока Старк допрашивал Росомаху, на Нью-Йорк напала Моргана ле Фей с целой армией Думботов. Старк и Защитники потерпели поражение.
Пять дней спустя в разрушенном Нью-Йорке Росомаха находит умирающего Старка. Тот говорит, что вернуться в тот момент, когда сам Росомаха убивал Хэнка Пима, чтоб остановить его убийство, нельзя. Это навредит временно́му континууму. Старк предполагает, что такие прыжки во времени могут уничтожить всю Вселенную.
Проигнорировав предупреждение Старка, Росомаха возвращается в прошлое и останавливает себя от убийства Пима. Он передал ему идею Старка о вирусе с временно́й активацией. Пим соглашается.
Уже собираясь возвращаться, Сью Шторм спросила двух Росомах, что они будут делать дальше, ведь они двое — ходячий парадокс. Они отходят от Сью. Тот Росомаха, что побывал в мире, где Хэнк Пим был убит, соглашается умереть, говоря, что он не хотел бы жить с такими воспоминаниями. Росомаха, что не был в альтернативном настоящем, убивает своего двойника.
В настоящем всё шло, как и до вторжения Альтрона. Но на очередном задании Мстители обнаруживают команду Интеллигенция. Разгромив врагов, Мстители сталкиваются с Альтроном.
В своей лаборатории Хэнк Пим обнаруживает видеообращение, записанное им годы назад, адресованное самому себе. По приказу себя из прошлого Хэнк, используя броню Тони Старка как передатчик, запускает вирус в Альтроне.
Альтрон сражается с Мстителями, попутно пытаясь обезвредить вирус. Но он не в силах совладать с ним и отключается. Его тело уничтожает Тор.
Тем временем из Антарктики в Нью-Йорк возвращаются Росомаха и Сью Шторм. Но тут происходит разлом пространства-времени. Герои видят альтернативные реальности, в том числе вселенные Ultimate Marvel, Marvel-2099 и Marvel Zombies.
Пытаясь разобраться в том, что же произошло, Хэнк Пим, Тони Старк и Хэнк Маккой приходят к выводу, что Росомаха, дважды подряд изменив континуум, разрушил связь между мирами.
Тем временем Майлз Моралес, патрулируя Нью-Йорк вселенной Ultimate Marvel, видит, что на Землю напал Галактус.
Хэнк Пим сообщает Старку, что намерен создать более совершенный искусственный интеллект, чем был Альтрон.
А в космосе в себя приходит Анжела. Она говорит, что не знает, кто и что перенесло её сюда, но обещает убить того, кто это сделал.

## Серии, входящие в кроссовер
| Название                | Выпуски        | Источники      |
| Основная серия          | Основная серия | Основная серия |
| ----------------------- | -------------- | -------------- |
| Age of Ultron           | № 1—10         | [ 21 ]         |
| Также входят:           |                |                |
| Fantastic Four          | № 5AU          | [ 21 ]         |
| The Superior Spider-Man | № 6AU          | [ 21 ]         |
| Avengers Assemble       | № 14AU—15AU    | [ 22 ] [ 23 ]  |
| Wolverine and the X-Men | № 27AU         | [ 22 ]         |
| Ultron                  | № 1AU          | [ 22 ]         |
| Uncanny Avengers        | № 8AU          | [ 23 ]         |
| Fearless Defenders      | № 4AU          | [ 23 ]         |
| Эпилог                  |                |                |
| Age of Ultron           | № 10A.I.       | [ 24 ]         |
| Последствия             |                |                |
| Hunger                  | № 1—4          | [ 25 ]         |
| The Indestructible Hulk | № 11—15        |                |

## Коллекционные издания
| Название                                     | Содержит | ISBN                   |
| -------------------------------------------- | --- | ---------------------- |
| Age of Ultron                                | Avengers № 12.1, Age of Ultron № 1—10 | ISBN 978-0-7851-5565-2 |
| Age of Ultron Companion                      | Avengers Assemble № 14AU-15AU, Fantastic Four № 5AU, Fearless Defenders № 4AU, Superior Spider-Man № 6AU, Ultron № 1AU, Uncanny Avengers № 8AU, Wolverine & the X-Men № 27AU, Age of Ultron № 10AI | ISBN 978-0-7851-8485-0 |
| What If? Age of Ultron                       | What If? Age of Ultron № 1—5 | ISBN 978-0-7851-9054-7 |
| Indestructible Hulk, Vol. 3: S.M.A.S.H. Time | Indestructible Hulk № 11—15 | ISBN 978-0-7851-8885-8 |
| Guardians of the Galaxy, Vol. 2: Angela      | Guardians of the Galaxy № 4—10 | ISBN 978-0-7851-6608-5 |
| Эра Альтрона. Книга 1                        | Age of Ultron № 1—5 | ISBN 978-5-9906867-0-0 |

## Адаптации вне комиксов
В апреле 2013 года редактор Marvel Том Бревурт предположил, что Marvel Studios могут использовать некоторые элементы сюжета «Эры Альтрона» в будущей экранизации, и сказал: «Моя догадка в том, что рано или поздно, делая фильмы о Мстителях, они добрались бы до Альтрона… Мы не делали „Эру Альтрона“ специально для этого. Однако, раз уж мы входим в Marvel, я не удивлюсь, если они бы дошли до той точки, где хотели бы увидеть элементы сюжета „Эры Альтрона“ или других историй об Альтроне в фильме. Но это только моя гипотеза».
Позднее, на Comic-Con 2013 Джосс Уидон и Marvel Studios анонсировали на 1 мая 2015 года выход картины «Мстители: Эра Альтрона», которая вошла в состав второй фазы развития киновселенной издательства и стала сиквелом фильма «Мстители» 2012 года. Уидон также заявил, что сюжет будет оригинален и не будет являться киноадаптацией этого кроссовера..